# جان ماكنزي
جان ماكنزي (بالإنجليزية: Jean McKenzie)‏ هي دبلوماسية نيوزيلندية، ولدت في 1901، وتوفيت في 1964.